# Montpelier (Idaho)
Montpelier je město v okresu Bear Lake County na jihovýchodě amerického státu Idaho. Podle sčítání lidu v roce 2010 zde žilo 2597 obyvatel, což znamenalo pokles o 6,8 % oproti sčítání o deset let dříve, kdy zde žilo 2785 lidí. Osídleno bylo roku 1863 mormonskými osadníky při cestě po Oregonské stezce. Město se nachází nedaleko hranic s Wyomingem. Svůj název město dostalo podle stejnojmenného města ve Vermontu, rodného města Brighama Younga (jeden ze zakladatelů Mormonismu).